# Eddie Robinson
Edward Gay Robinson (* 13. Februar 1919 in Jackson, Louisiana; † 3. April 2007 in Ruston, Louisiana) war ein amerikanischer Trainer im Bereich des College Football und von 1941 bis 1997 Cheftrainer der American-Football-Mannschaft der Grambling State University. Mit 408 gewonnenen Spielen zählt er zu den erfolgreichsten Trainern in der Geschichte des College Football. Für seine Verdienste wurde er unter anderem in die College Football Hall of Fame aufgenommen sowie von der Louisiana Tech University und der Yale University zum Ehrendoktor ernannt.

## Leben

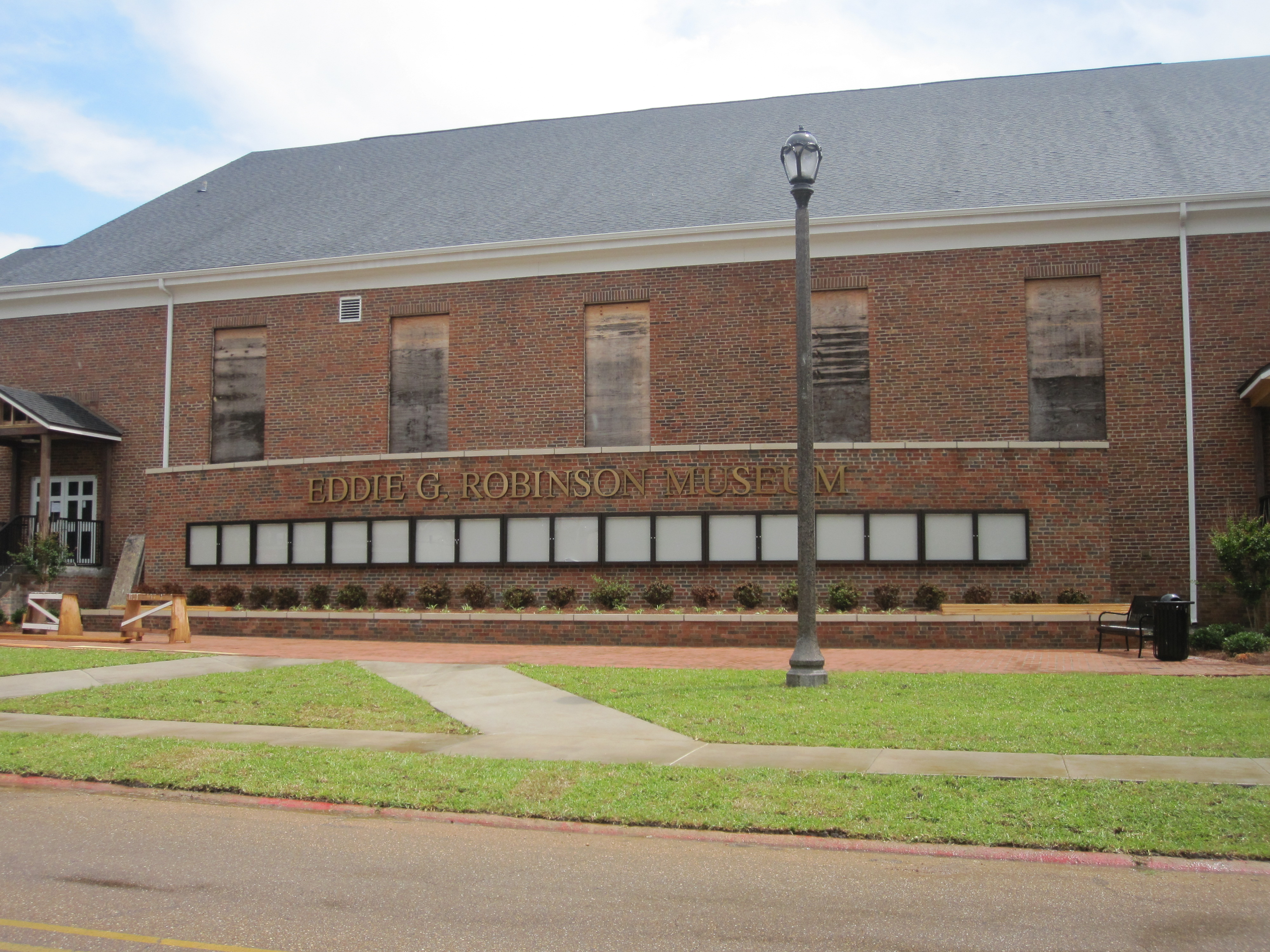
Das Eddie G. Robinson Museum in Grambling, Louisiana

Eddie Robinson wurde 1919 in der Stadt Jackson im East Feliciana Parish im ländlichen Louisiana in einer Landarbeiterfamilie geboren und wuchs in Baton Rouge auf, wo er bis 1937 die Highschool absolvierte. Als Jugendlicher übernahm er Gelegenheitsjobs für freien Eintritt bei Football-Spielen an der Louisiana State University und an der Southern University. Er studierte am Leland College in Baker, an dem er als Quarterback Football spielte und 1941 einen Bachelor-Abschluss erlangte, sowie an der University of Iowa, an der er sein Studium 1954 mit einem Master in Sporterziehung beendete.
1941 übernahm er die Position des Cheftrainers der American-Football-Mannschaft des Louisiana Negro Normal and Industrial Institute, der heutigen Grambling State University in Grambling, Louisiana, einer zu den Historically black colleges and universities (HBCU) zählenden Hochschule. Er wirkte in dieser Funktion bis 1997 und fungierte darüber hinaus an der Universität zeitweise auch als Sportdirektor, als Leiter der Abteilung für Sporterziehung sowie als Basketball- und Baseballtrainer. Im Jahr 1976 war er Präsident der American Football Coaches Association. Nachdem er 1997 im Alter von 78 Jahren in den Ruhestand gegangen war, starb er zehn Jahre später in Ruston an den Folgen einer langjährig bestehenden Alzheimer-Erkrankung. Er war verheiratet sowie Vater eines Sohns und einer Tochter.
In dem 1981 produzierten Fernsehfilm Grambling´s White Tiger über Jim Gregory, den ersten nicht-afroamerikanischen Quarterback an der Grambling State University, wurde Eddie Robinson durch Harry Belafonte dargestellt. Der am 25. Januar 1998 ausgetragene Super Bowl XXXII, bei dem er den Münzwurf vollzog, war ihm gewidmet.

## Sportliche Erfolge und Auszeichnungen

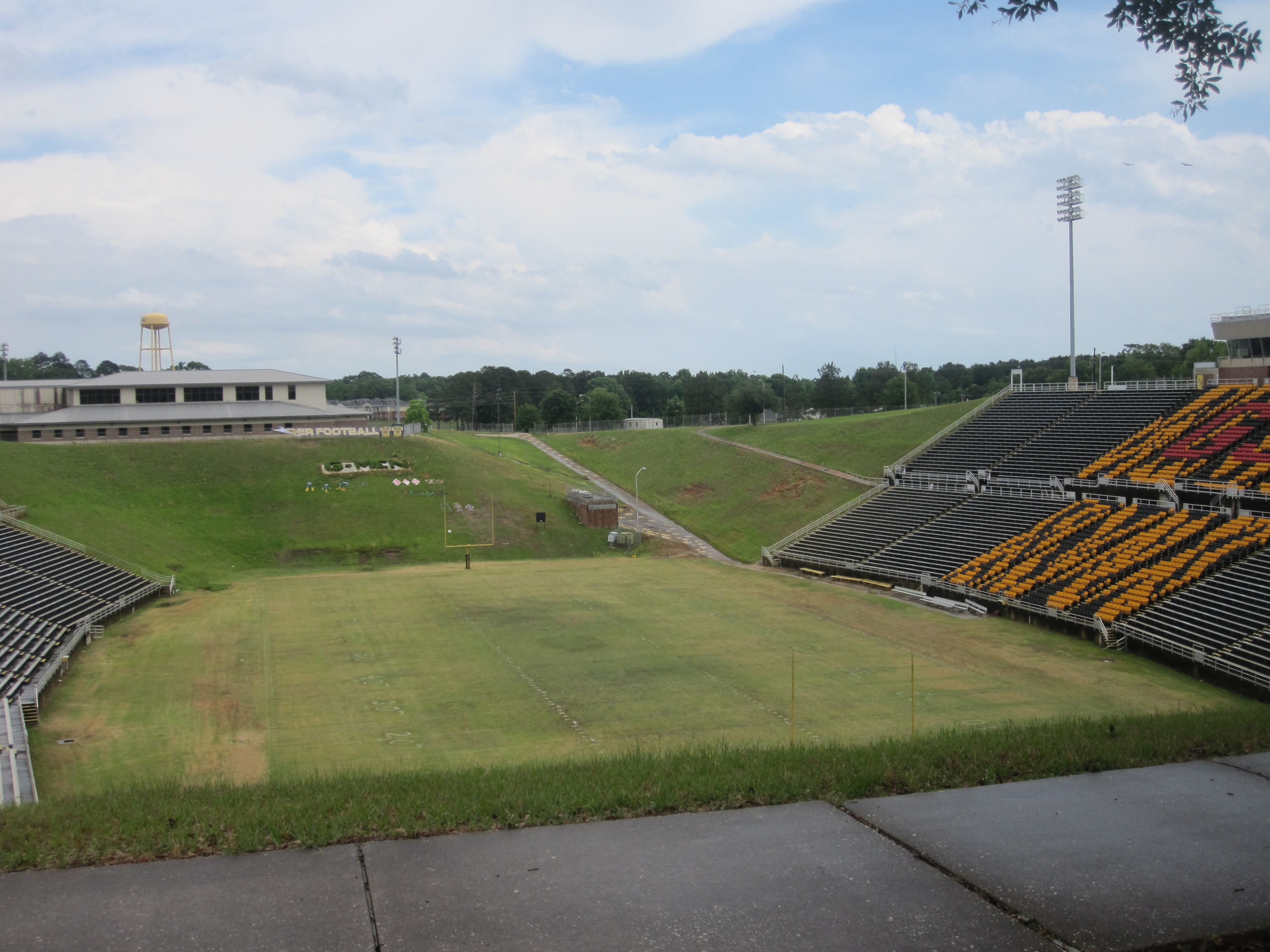
Blick auf das Eddie Robinson Stadium

Eddie Robinson erreichte als Football-Cheftrainer der Grambling Tigers eine Bilanz von 408 Siegen bei 165 Niederlagen und 15 Unentschieden. Damit war er im Bereich der National Collegiate Athletic Association (NCAA) der erste Trainer, der mehr als 400 Spiele gewinnen konnte, und zum Zeitpunkt seines Rückzugs der Trainer mit den meisten Siegen in der Geschichte des College Football. Bis in die Gegenwart gelangen lediglich John Gagliardi und Joe Paterno mehr Siege. Die Grambling Tigers konnten unter der Führung von Eddie Robinson 17 Meisterschaften der Southwestern Athletic Conference gewinnen und 45 Spielzeiten mit einer positiven Saisonbilanz abschließen.
Rund 80 Prozent der von ihm trainierten Spieler schlossen erfolgreich ihr Studium ab, und mehr als 200 von ihnen waren später als Profis in der NFL und anderen Ligen aktiv. Diese Zahl ist für kleine Hochschule wie die Grambling State University mit einer nicht an der als Football Bowl Subdivision bezeichneten höchsten Spielklasse der NCAA teilnehmenden Mannschaft außergewöhnlich hoch. Zu den Spielern, die aus Eddie Robinsons Mannschaften in den Profibereich wechseln, zählten unter anderem Willie Brown, Charles Joiner, Willie Davis und Doug Williams, der mit den Washington Redskins als erster afroamerikanischer Quarterback in der NFL-Geschichte einen Super Bowl gewann. Doug Williams wurde nach dem Ende seiner Profilaufbahn Eddie Robinsons Nachfolger als Cheftrainer an der Grambling State University.
Nach Eddie Robinson ist das 1983 eröffnete Football-Stadion der Grambling State University benannt, darüber hinaus tragen Straßen in Grambling und Baton Rouge seinen Namen. Auf dem Campus der Grambling State University besteht ein Museum zur Erinnerung an sein Leben und Wirken. Die Football Writers Association of America verleiht seit 1987 jährlich den Eddie Robinson Award an den herausragendsten Trainer des Jahres im Bereich der Football Championship Subdivision, der zweithöchsten Spielklasse der NCAA. Eddie Robinson erhielt von der Louisiana Tech University (1983) und von der Yale University (1997) jeweils einen Ehrendoktortitel sowie 1985 den Amos Alonzo Stagg Coaching Award der United States Sports Academy. Im Jahr 1997 wurde er in die College Football Hall of Fame aufgenommen.

## Weiterführende Veröffentlichungen
- Eddie Robinson, Richard Edward Lapchick: Never before, never again: The Stirring Autobiography of Eddie Robinson, the Winningest Coach in the History of College Football. St. Martin’s Press, New York 1999, ISBN 0-312-24224-7
- Denny Dressman: Eddie Robinson: He was the Martin Luther King of Football. A Biography. Comserv Books, Denver 2010, ISBN 0-9774283-3-8